# Veselí nad Moravou
Veselí nad Moravou là một thị trấn thuộc huyện Hodonín, vùng Jihomoravský, Cộng hòa Séc.